# A Miles a jövőből epizódjainak listája
Ez a lap a Miles a jövőből című amerikai televíziós sorozat epizódjait tartalmazza.

## Évados áttekintés
| Évad | Évad | Epizódok | Eredeti sugárzás  | Eredeti sugárzás     | Magyar sugárzás                                                      | Magyar sugárzás                      |
| Évad | Évad | Epizódok | Évadpremier       | Évadfinálé           | Évadpremier                                                          | Évadfinálé                           |
| ---- | ---- | -------- | ----------------- | -------------------- | -------------------------------------------------------------------- | ------------------------------------ |
|      | 1    | 30       | 2015. február 6.  | 2016. március 18.    | 2015. július 4. (Disney Junior) 2016. május 16. (Disney Channel)     | 2016. április 18. (Disney Junior)    |
|      | 2    | 25       | 2016. június 20.  | 2017. augusztus 26.  | 2016. október 1. (Disney Junior) 2017. augusztus 7. (Disney Channel) | 2017. szeptember 15. (Disney Junior) |
|      | 3    | 21       | 2017. október 16. | 2018. szeptember 10. | TBA                                                                  | TBA                                  |

### 1. évad
| #   | Hivatalos epizódcím                      | Magyar cím                        | Rendezte                | Írta                         | Eredeti premier      | Magyar premier      | Magyar premier       |
| #   | Hivatalos epizódcím                      | Magyar cím                        | Rendezte                | Írta                         | Eredeti premier      | Disney Junior       | Disney Channel       |
| --- | ---------------------------------------- | --------------------------------- | ----------------------- | ---------------------------- | -------------------- | ------------------- | -------------------- |
| 1.  | Runaway Shuttle                          | Az elszabadult hajó               | John Eng                | Nicole Dubuc                 | 2015. február 6.     | 2015. július 4.     | 2016. május 16.      |
| 1.  | Surfin' the Whirlpool                    | Szörf az örvényben                | John Eng                | Joe Ansolabehere             | 2015. február 6.     | 2015. július 4.     | 2016. május 16.      |
| 2.  | Ocean in Motion                          | A rendetlen óceán                 | Sue Perrotto            | Nicole Dubuc                 | 2015. február 6.     | 2015. július 8.     | 2016. május 23.      |
| 2.  | Explorer Exchange                        | Cserefelfedező                    | Sue Perrotto            | Greg Johnson                 | 2015. február 6.     | 2015. július 8.     | 2016. május 23.      |
| 3.  | Game On                                  | Játékra fel!                      | John Eng                | Nicole Dubuc                 | 2015. február 6.     | 2015. július 1.     | 2016. május 17.      |
| 3.  | How I Saved My Summer Vacation           | Így mentettem meg a vakációt      | John Eng                | Joe Ansolabehere             | 2015. február 6.     | 2015. július 1.     | 2016. május 17.      |
| 4.  | Journey to the Frozen Planet             | Utazás a jeges bolygóra           | Michael Daedalus Kenny  | Sascha Paladino              | 2015. február 6.     | 2015. július 4.     | 2016. május 18.      |
| 4.  | Attack of the Flickorax                  | A Flickorax-ok támadása           | Michael Daedalus Kenny  | Sascha Paladino              | 2015. február 6.     | 2015. július 4.     | 2016. május 18.      |
| 5.  | Catch That IOTA!                         | Kapd el az IOTA-t!                | Michael Daedalus Kenny  | Joe Ansolabehere             | 2015. február 13.    | 2015. július 2.     | 2016. május 19.      |
| 5.  | Mighty Merc                              | A hatalmas Merc                   | Michael Daedalus Kenny  | Greg Johnson                 | 2015. február 13.    | 2015. július 2.     | 2016. május 19.      |
| 6.  | Who Stole the Stellosphere?              | Ki lopta el a Csillagszférát?     | Sue Perrotto            | Greg Johnson                 | 2015. február 20.    | 2015. július 3.     | 2016. május 20.      |
| 6.  | Rock N' Roll                             | Guruló kövek                      | Sue Perrotto            | Lisa Kettle                  | 2015. február 20.    | 2015. július 3.     | 2016. május 20.      |
| 7.  | Happy Captain's Day                      | Boldog kapitányok napját!         | Michael Daedalus Kenny  | Nicole Dubuc                 | 2015. március 20.    | 2015. július 5.     | 2016. május 24.      |
| 7.  | Planet of the Plants                     | Növények bolygója                 | Michael Daedalus Kenny  | Joe Ansolabehere             | 2015. március 20.    | 2015. július 5.     | 2016. május 24.      |
| 8.  | Ride of the Quarkons                     | Quarkon utazás                    | John Eng                | Joe Ansolabehere             | 2015. március 20.    | 2015. július 4.     | 2016. május 25.      |
| 8.  | Downsized                                | Összezsugorodva                   | John Eng                | Bradley Zweig                | 2015. március 20.    | 2015. július 4.     | 2016. május 25.      |
| 9.  | To the Goldilocks Zone                   | Irány a lakható övezet!           | Sue Perrotto            | Sascha Paladino              | 2015. március 20.    | 2015. július 6.     | 2016. május 26.      |
| 9.  | Hiccup in the Plan                       | Elcsuklott terv                   | Sue Perrotto            | Nicole Dubuc                 | 2015. március 20.    | 2015. július 6.     | 2016. május 26.      |
| 10. | On Spaceguard                            | Űr-őrségben                       | John Eng                | Sascha Paladino              | 2015. április 3.     | 2015. augusztus 1.  | 2016. május 27.      |
| 10. | Spaceship Invader                        | Az űrhajó megszállója             | John Eng                | Nicole Dubuc Eugene Son      | 2015. április 3.     | 2015. augusztus 1.  | 2016. május 27.      |
| 11. | The Great Blastboard Chase               | A nagy sugárdeszka-hajsza         | Michael Daedalus Kenny  | Bradley Zweig                | 2015. április 17.    | 2015. augusztus 8.  | 2016. szeptember 1.  |
| 11. | Adventures in Robo-Pet Sitting           | Egy robot-szitter kalandjai       | Michael Daedalus Kenny  | Dean Stefan                  | 2015. április 17.    | 2015. augusztus 8.  | 2016. szeptember 2.  |
| 12. | Unplugged                                | Takarékon                         | Sue Perrotto            | Greg Johnson                 | 2015. április 24.    | 2015. augusztus 15. | 2016. szeptember 5.  |
| 12. | Junked                                   | Szemétgondok                      | Sue Perrotto            | Eugene Son                   | 2015. április 24.    | 2015. augusztus 15. | 2016. szeptember 6.  |
| 13. | Mama Merc                                | Merc mama                         | John Eng és Kelly James | Kevin Hopp                   | 2015. május 8.       | 2015. augusztus 29. | 2016. szeptember 9.  |
| 13. | Space Race                               | Űrverseny                         | John Eng és Kelly James | Greg Johnson                 | 2015. május 8.       | 2015. augusztus 29. | 2016. szeptember 12. |
| 14. | The Neptune Adventure                    | A Neptunusz-kaland                | Michael Daedalus Kenny  | Greg Johnson                 | 2015. május 15.      | 2015. augusztus 22. | 2016. szeptember 7.  |
| 14. | Eye to Eye                               | Szemtől szemben                   | Michael Daedalus Kenny  | Marsha Griffin               | 2015. május 15.      | 2015. augusztus 22. | 2016. szeptember 8.  |
| 15. | Yuri's Night                             | Jurij éjszakája                   | Michael Daedalus Kenny  | Saschaa Paladino Kevin Hopps | 2015. július 3.      | 2015. október 10.   | 2016. szeptember 15. |
| 15. | I, Stella                                | Én, Stella                        | Michael Daedalus Kenny  | Greg Johnson                 | 2015. július 3.      | 2015. október 10.   | 2016. szeptember 16. |
| 16. | Frozen Food                              | Villámfagyasztás                  | Kelly James             | Eugene Son Nicole Dubuc      | 2015. július 10.     | 2015. október 3.    | 2016. szeptember 13. |
| 16. | Later, Multivator                        | Pá-pá, multivátor                 | Kelly James             | Lisa Kettle                  | 2015. július 10.     | 2015. október 3.    | 2016. szeptember 14. |
| 17. | Lunar New Year                           | Holdújév                          | Sue Perrotto            | Nicole Dubuc                 | 2015. július 17.     | 2015. október 17.   | 2016. szeptember 19. |
| 17. | The Hoverbike Diaries                    | Légmotorosok naplója              | Sue Perrotto            | Lisa Kettle                  | 2015. július 17.     | 2015. október 17.   | 2016. szeptember 20. |
| 18. | The Search for Skellig Ro                | Skellig Ro nyomában               | Kelly James John Eng    | Sascha Paladino              | 2015. július 24.     | 2015. október 24.   | 2016. szeptember 21. |
| 18. | Endangered Species                       | Veszélyeztetett faj               | Kelly James John Eng    | Greg Johnson                 | 2015. július 24.     | 2015. október 24.   | 2016. szeptember 22. |
| 19. | Blasteroid                               | Kettős becsapódás                 | Michael Daedalus Kenny  | Brian Swenlin                | 2015. augusztus 7.   | 2015. október 31.   | 2016. szeptember 23. |
| 19. | Magnetic Merc                            | Mágneses Merc                     | Michael Daedalus Kenny  | Dustin Ferrer                | 2015. augusztus 7.   | 2015. október 31.   | 2016. szeptember 26. |
| 20. | A Growing Problem                        | Burjánzó probléma                 | Sue Perrotto            | Eugene Son                   | 2015. augusztus 13.  | 2016. január 23.    | 2016. szeptember 27. |
| 20. | The Tardigrade Escapade                  | A tardigrada hajsza               | Sue Perrotto            | Eugene Son                   | 2015. augusztus 13.  | 2016. január 23.    | 2016. szeptember 28. |
| 21. | Miles vs. the Volcano                    | Miles és a vulkán                 | Kelly James             | Lisa Kettle                  | 2015. szeptember 19. | 2016. január 30.    | 2016. szeptember 29. |
| 21. | Scavengers of Mars                       | Kincsvadászok a Marson            | Kelly James             | Nicole Dubuc                 | 2015. szeptember 19. | 2016. január 30.    | 2016. szeptember 30. |
| 22. | Unexpected Ally                          | Váratlan szövetséges              | Sue Perrotto            | Nicole Dubuc                 | 2015. szeptember 26. | 2016. február 6.    |                      |
| 22. | Skyrise                                  | Űrfelvonó                         | Sue Perrotto            | Greg Johnson                 | 2015. szeptember 26. | 2016. február 6.    |                      |
| 23. | Ghost Moon                               | Szellemhold                       | Sue Perrotto            | Greg Johnson                 | 2015. október 10.    | 2016. február 13.   |                      |
| 23. | Stormy Night in a Dark Nebula            | Viharos éjjel egy sötét nebulában | Sue Perrotto            | Greg Johnson                 | 2015. október 10.    | 2016. február 13.   |                      |
| 24. | Team Exo-Flex                            | Az Exo-Flex csapat                | Kelly James             | Greg Johnson                 | 2015. október 17.    | 2016. február 20.   |                      |
| 24. | Dino World                               | Dínóvilág                         | Kelly James             | Greg Johnson                 | 2015. október 17.    | 2016. február 20.   |                      |
| 25. | The Pluto Rescue                         | A Pluto-mentőakció                | Michael Daedalus Kenny  | Nicole Dubuc                 | 2015. október 24.    | 2016. február 27.   |                      |
| 25. | The Taking of the Solar Express          | A Solar Expressz elfoglalása      | Michael Daedalus Kenny  | Sascha Paladino              | 2015. október 24.    | 2016. február 27.   |                      |
| 26. | The Space Trader                         | Merc, a csali                     | Sue Perrotto            | Greg Johnson                 | 2015. november 7.    | 2016. március 19.   |                      |
| 26. | The Quantum Cup                          | A Kvantumkupa                     | Sue Perrotto            | Dustin Ferrer                | 2015. november 7.    | 2016. március 19.   |                      |
| 27. | The Legend of Sandelion                  | A homoklán legendája              | Kelly James             | Brian Swenlin                | 2015. november 14.   | 2016. április 2.    |                      |
| 27. | The Mystery of Atlantix                  | Az Atlantix rejtélye              | Kelly James             | Lisa Kettle                  | 2015. november 14.   | 2016. április 2.    |                      |
| 28. | The Hitchhiker's Ride Through the Galaxy | Galaxis útiterv stopposoknak      | Sue Perrotto            | Lisa Kettle                  | 2015. november 21.   | 2016. április 9.    |                      |
| 28. | Escape From the Tethoscape               | Űrállomás, rémállomás             | Sue Perrotto            | Lisa Kettle                  | 2015. november 21.   | 2016. április 9.    |                      |
| 29. | Snow Globe                               | Hógömb                            | Michael Daedalus Kenny  | Greg Johnson                 | 2015. december 4.    | 2016. április 16.   | 2016. december 14.   |
| 29. | The Discovery Expedition                 | Kódor bolygó                      | Michael Daedalus Kenny  | Sascha Paladino              | 2015. december 4.    | 2016. április 16.   | 2016. december 14.   |
| 30. | Galatech: Secrets of the Black Hole      | A fekete lyuk titkai              | Michael Daedalus Kenny  | Greg Johnson Sascha Paladino | 2016. március 18.    | 2016. április 18.   |                      |

### 2. évad
| #   | Hivatalos epizódcím                      | Magyar cím                       | Rendezte               | Írta                           | Eredeti premier      | Magyar premier       | Magyar premier      |
| #   | Hivatalos epizódcím                      | Magyar cím                       | Rendezte               | Írta                           | Eredeti premier      | Disney Junior        | Disney Channel      |
| --- | ---------------------------------------- | -------------------------------- | ---------------------- | ------------------------------ | -------------------- | -------------------- | ------------------- |
| 1.  | Galactech: Captain Miles                 | Miles kapitány                   | Sue Perrotto           | Lisa Kettle                    | 2016. június 20.     | 2016. október 1.     | 2017. augusztus 7.  |
| 1.  | The Search for Spot                      | Trex nyomában                    | Michael Daedalus Kenny | Len Uhley                      | 2016. június 20.     | 2016. október 1.     | 2017. augusztus 7.  |
| 2.  | The Blobbysitters                        | Blobbyszitterek                  | Jeff McGrath           | Lisa Kettle                    | 2016. június 27.     | 2016. október 8.     | 2017. augusztus 8.  |
| 2.  | Astro-Cavers                             | Asztrobarlangászok               | Sue Perrotto           | Greg Johnson                   | 2016. június 27.     | 2016. október 8.     | 2017. augusztus 8.  |
| 3.  | Galactech: How to Build a Robot-Pet      | Új robotkedvenc                  | Michael Daedalus Kenny | Eugene Son                     | 2016. július 11.     | 2016. október 15.    | 2017. augusztus 9.  |
| 3.  | Career Day                               | Karriernap                       | Jeff McGrath           | Len Uhley                      | 2016. július 11.     | 2016. október 15.    | 2017. augusztus 9.  |
| 4.  | Galloping Groundshakers                  | Galoppozó Talajrengetők          | Sue Perrotto           | Nicole Dubuc                   | 2016. július 18.     | 2016. október 22.    | 2017. augusztus 10. |
| 4.  | Galactech: March of the Robo-Penguins    | A robopingvinek vándorlása       | Michael Daedalus Kenny | Lisa Kettle                    | 2016. július 18.     | 2016. október 22.    | 2017. augusztus 10. |
| 5.  | The Adventures of Jet Retrograde         | Jet Retrográd kalandjai          | Jeff McGrath           | Greg Johnson                   | 2016. július 25.     | 2016. október 29.    | 2017. augusztus 11. |
| 5.  | The Tiny Aliens                          | Az apró űrlények                 | Sue Perrotto           | Sascha Paladino                | 2016. július 25.     | 2016. október 29.    | 2017. augusztus 11. |
| 6.  | Galactech: The Galactech Grab            | A Galatech-gazfickó              | Michael Daedalus Kenny | Len Uhley                      | 2016. augusztus 1.   | 2017. január 2.      | 2017. augusztus 14. |
| 6.  | Galactech: An Admiral Rescue             | Admirális-mentőakció             | Jeff McGrath           | Lisa Kettle                    | 2016. augusztus 1.   | 2017. január 2.      | 2017. augusztus 14. |
| 7.  | Galaxias Quest                           | Galaxia-kaland                   | Michael Daedalus Kenny | Sascha Paladino                | 2016. augusztus 8.   | 2017. január 3.      | 2017. augusztus 15. |
| 7.  | Galactech: Mission to the Sun            | Küldetés a Naphoz                | Sue Perrotto           | Ron Holsey                     | 2016. augusztus 8.   | 2017. január 3.      | 2017. augusztus 15. |
| 8.  | The First Day of Galactic School         | Első nap a Galaktiskolában       | Sue Perrotto           | Sascha Paladino                | 2016. szeptember 24. | 2017. január 4.      | 2017. augusztus 16. |
| 8.  | Miles Underwater                         | Miles víz alatt                  | Jeff McGrath           | Lisa Kettle                    | 2016. szeptember 24. | 2017. január 4.      | 2017. augusztus 16. |
| 9.  | The Galactic Fair                        | Galaktikus Vásár                 | Michael Daedalus Kenny | Len Uhley                      | 2016. október 8.     | 2017. január 5.      | 2017. augusztus 17. |
| 9.  | Unfair Getaway                           | Pavilontolvaj                    | Jeff McGrath           | Len Uhley                      | 2016. október 8.     | 2017. január 5.      | 2017. augusztus 17. |
| 10. | Building Day                             | Építőnap                         | Michael Daedalus Kenny | Bob Forward                    | 2016. október 15.    | 2017. január 6.      | 2017. augusztus 18. |
| 10. | Galactech: Flight of the Iotas           | Iótafutam                        | Sue Perrotto           | Lisa Kettle                    | 2016. október 15.    | 2017. január 6.      | 2017. augusztus 18. |
| 11. | Galactech: Still Rocketing               | Öreg hajó, nem vén hajó          | Jeff McGrath           | Len Uhley                      | 2016. október 22.    | 2017. április 3.     | 2017. augusztus 21. |
| 11. | Merc's Night Out                         | Merc elszabadul                  | Sue Perrotto           | Rick Suvalle                   | 2016. október 22.    | 2017. április 3.     | 2017. augusztus 21. |
| 12. | Space Junkers                            | Kincsvadászat                    | Michael Daedalus Kenny | Kristofer Wellman              | 2016. október 29.    | 2017. április 4.     | 2017. augusztus 22. |
| 12. | Help Us, Jet Retrograde!                 | Jet Retrográd, segíts!           | Jeff McGrath           | Greg Johnson                   | 2016. október 29.    | 2017. április 4.     | 2017. augusztus 22. |
| 13. | Blackout on Bloppsburgh                  | Áramszünet a Bloppsburgh bolygón | Sue Perrotto           | Lisa Kettle                    | 2016. november 5.    | 2017. április 5.     | 2017. augusztus 23. |
| 13. | The Robot Thief                          | A robottolvaj                    | Michael Daedalus Kenny | Len Uhley                      | 2016. november 5.    | 2017. április 5.     | 2017. augusztus 23. |
| 14. | Back in the Groove                       | Funky kaland                     | Jeff McGrath           | Lisa Kettle                    | 2016. november 12.   | 2017. április 6.     | 2017. augusztus 24. |
| 14. | Saving Lumaro                            | A Lumaro megmentése              | Sue Perrotto           | Sascha Paladino                | 2016. november 12.   | 2017. április 6.     | 2017. augusztus 24. |
| 15. | Galactech: The S'Leet Heist              | Fagyos hajsza                    | Jeff McGrath           | Rick Suvalle                   | 2016. december 4.    | 2017. április 7.     | 2017. augusztus 25. |
| 15. | Galactech: The S'Leet Fleet              | A Fagy flotta                    | Michael Daedalus Kenny | Greg Johnson                   | 2016. december 4.    | 2017. április 7.     | 2017. augusztus 25. |
| 16. | Once in a Blue Moon                      | Kék Hold lagúna                  | Jeff McGrath           | Len Uhley                      | 2017. február 18.    | 2017. szeptember 4.  |                     |
| 16. | The Queen Gemma Dilemma                  | A Gemma királynő dilemma         | Sue Perrotto           | Lisa Kettle                    | 2017. február 18.    | 2017. szeptember 4.  |                     |
| 17. | Galactech: The Mystery of the Dinosuars  | A dinoszauruszok rejtélye        | Michael Daedalus Kenny | Greg Johnson & Sascha Paladino | 2017. március 25.    | 2017. szeptember 5.  |                     |
| 18. | Who Stole the Dinosaur?                  | Ki lopta el a dinót?             | Jeff McGrath           | Rick Suvalle                   | 2017. április 1.     | 2017. szeptember 11. |                     |
| 18. | Nine Minutes 'Til Bedtime                | 9 perc lefekvésig                | Sue Perrotto           | Lisa Kettle                    | 2017. április 1.     | 2017. szeptember 11. |                     |
| 19. | Chasing the Stormchaser                  | Vadászat a Viharvadászra         | Jeff McGrath           | Lisa Kettle                    | 2017. április 8.     | 2017. szeptember 6.  |                     |
| 19. | Galactech: Loretta's Lost Bracelex       | Loretta elveszett karlexe        | Sue Perrotto           | Lisa Kettle                    | 2017. április 8.     | 2017. szeptember 6.  |                     |
| 20. | Gamechangers                             | Játéktervező                     | Michael Daedalus Kenny | Sascha Paladino                | 2017. április 15.    | 2017. szeptember 7.  |                     |
| 20. | Goon Baby Goon                           | Genszter baba                    | Sue Perrotto           | Len Uhley                      | 2017. április 15.    | 2017. szeptember 7.  |                     |
| 21. | Beneath Europa                           | Az Európa alatt                  | Jeff McGrath           | Lisa Kettle                    | 2017. május 20.      | 2017. szeptember 8.  |                     |
| 21. | Callistos on Ice                         | Callistók a jégen                | Sue Perrotto           | Rick Suvalle                   | 2017. május 20.      | 2017. szeptember 8.  |                     |
| 22. | Galactech: The Space Trader Strikes Back | Az űrcserélő visszavág           | Michael Daedalus Kenny | Kristofer Wellman              | 2017. június 10.     | 2017. szeptember 12. |                     |
| 22. | Galactech: The Vanishing Callistos       | A Callistók eltűnnek             | Michael Daedalus Kenny | Rick Suvalle                   | 2017. június 10.     | 2017. szeptember 12. |                     |
| 23. | Galactech: The Search for the Plectrix   | A plectrix nyomában              | Jeff McGrath           | Sascha Paladino                | 2017. július 8.      | 2017. szeptember 13. |                     |
| 23. | Robo-Monkey Business                     | Robo-majomkodás                  | Sue Perrotto           | Lisa Kettle                    | 2017. július 8.      | 2017. szeptember 13. |                     |
| 24. | Connect and Protect                      | Összeköt és megóv, 1. rész       | Michael Daedalus Kenny | Greg Johnson & Sascha Paladino | 2017. augusztus 26.  | 2017. szeptember 14. |                     |
| 25. | Connect and Protect                      | Összeköt és megóv, 2. rész       | Michael Daedalus Kenny | Greg Johnson & Sascha Paladino | 2017. augusztus 26.  | 2017. szeptember 15. |                     |

### 3. évad: Mission Force One
| #   | Hivatalos epizódcím                | Magyar cím | Rendezte               | Írta                            | Eredeti premier      | Magyar premier |
| --- | ---------------------------------- | ---------- | ---------------------- | ------------------------------- | -------------------- | -------------- |
| 1.  | The Great Train Space Robbery      |            | Sue Perrotto           | Sascha Paladino                 | 2017. október 16.    | Leadatlan      |
| 1.  | Mission Pets One                   |            | Jeff McGrath           | Lisa Kettle                     | 2017. október 16.    | Leadatlan      |
| 2.  | Villain After Villain              |            | Sue Perrotto           | Greg Johnson                    | 2017. október 17.    | Leadatlan      |
| 2.  | The Discover-Bot Takeover          |            | Jeff McGrath           | Sascha Paladino                 | 2017. október 17.    | Leadatlan      |
| 3.  | Invaders from Tomorrowland         |            | Michael Daedalus Kenny | Greg Johnson                    | 2017. október 18.    | Leadatlan      |
| 3.  | Rise of the Mountain Crushers      |            | Jeff McGrath           | Lisa Kettle                     | 2017. október 18.    | Leadatlan      |
| 4.  | Battle for the Zenith              |            | Sue Perrotto           | Lisa Kettle                     | 2017. október 19.    | Leadatlan      |
| 4.  | Mission Force Plus One             |            | Michael Daedalus Kenny | Sascha Paladino                 | 2017. október 19.    | Leadatlan      |
| 5.  | The Magsteeds of Infurnia          |            | Jeff McGrath           | Greg Johnson                    | 2017. október 20.    | Leadatlan      |
| 6.  | Stranded in Space                  |            | Jeff McGrath           | Thomas Hart & Kristofer Wellman | 2017. október 23.    | Leadatlan      |
| 6.  | Plant Transplant                   |            | Michael Daedalus Kenny | Lisa Kettle                     | 2017. október 23.    | Leadatlan      |
| 7.  | How to Build a Better Villain      |            | Michael Daedalus Kenny | Sascha Paladino                 | 2017. október 24.    | Leadatlan      |
| 7.  | The Goopopolis Swindle             |            | Sue Perrotto           | Lisa Kettle                     | 2017. október 24.    | Leadatlan      |
| 8.  | Bots of Fury                       |            | Sue Perrotto           | Kristofer Wellman               | 2017. október 19.    | Leadatlan      |
| 8.  | The Accidental Captives            |            | Jeff McGrath           | Greg Johnson                    | 2017. október 19.    | Leadatlan      |
| 9.  | The Junk Monster of Planet Crunkle |            | Jeff McGrath           | Greg Johnson                    | 2017. november 13.   | Leadatlan      |
| 9.  | The Lost Empire                    |            | Michael Daedalus Kenny | Greg Johnson                    | 2017. november 13.   | Leadatlan      |
| 10. | Face-Off                           |            | Jeff McGrath           | Greg Johnson                    | 2017. november 27.   | Leadatlan      |
| 10. | The Big Escape                     |            | Sue Perrotto           | Sascha Paladino & Greg Johnson  | 2017. november 27.   | Leadatlan      |
| 11. | Grendel's Moving Castle            |            | Michael Daedalus Kenny | Lisa Kettle                     | 2018. január 8.      | Leadatlan      |
| 11. | The Great Gadfly                   |            | Jeff McGrath           | Greg Johnson                    | 2018. január 8.      | Leadatlan      |
| 12. | Shoom Balla Boom                   |            | Michael Daedalus Kenny | Kristofer Wellman               | 2018. január 22.     | Leadatlan      |
| 12. | Friend or FoeBot                   |            | Sue Perrotto           | Greg Johnson                    | 2018. január 22.     | Leadatlan      |
| 13. | Deep Trouble                       |            | Jeff McGrath           | Lisa Kettle                     | 2018. január 29.     | Leadatlan      |
| 13. | Double Trouble                     |            | Sue Perrotto           | Kristofer Wellman               | 2018. január 29.     | Leadatlan      |
| 14. | Malison to the Rescue              |            | Jeff McGrath           | Lisa Kettle                     | 2018. március 5.     | Leadatlan      |
| 14. | The Last Guardian                  |            | Michael Daedalus Kenny | Kristofer Wellman               | 2018. március 5.     | Leadatlan      |
| 15. | Sidekicks for Hire                 |            | Michael Daedalus Kenny | Lisa Kettle                     | 2018. március 12.    | Leadatlan      |
| 15. | The Illumin-Aliens                 |            | Sue Perrotto           | Kristofer Wellman               | 2018. március 12.    | Leadatlan      |
| 16. | Villain Force One                  |            | Sue Perrotto           | Greg Johnson                    | 2018. március 19.    | Leadatlan      |
| 16. | Villain Force Two                  |            | Sue Perrotto           | Greg Johnson                    | 2018. március 19.    | Leadatlan      |
| 17. | The Suit Pursuit                   |            | Michael Daedalus Kenny | Kristofer Wellman               | 2018. március 26.    | Leadatlan      |
| 17. | Operation Groovestar               |            | Jeff McGrath           | Lisa Kettle                     | 2018. március 26.    | Leadatlan      |
| 18. | The Space Station Situation        |            | Michael Daedalus Kenny | Sascha Paladino & Greg Johnson  | 2018. május 7.       | Leadatlan      |
| 19. | Aggro's Jam                        |            | Michael Daedalus Kenny | Sascha Paladino                 | 2018. május 14.      | Leadatlan      |
| 19. | Sea Change                         |            | Sue Perrotto           | Lisa Kettle                     | 2018. május 14.      | Leadatlan      |
| 20. | Saving Silas                       |            | Jeff McGrath           | Lisa Kettle                     | 2018. május 21.      | Leadatlan      |
| 20. | Attack of the Arachno-Bots         |            | Sue Perrotto           | Kristofer Wellman               | 2018. május 21.      | Leadatlan      |
| 21. | The Nemesystems Takeover           |            | Michael Daedalus Kenny | Sascha Paladino és Greg Johnson | 2018. szeptember 10. | Leadatlan      |